# Наханович, Исай Леонтьевич
Наханович Исай Леонтьевич (1889 — ?.08.1919 года, ст. Иннокентьевская Иркутской губернии) — участник революционного движения в России, борец за власть Советов в Томске, большевик.

## Биография
Родился в Забайкалье в семье ссыльных. Приобрёл профессию наборщика. Социал-демократ с 1907 г. В 1910 г. в Чите впервые арестован, осужден по статье 129 уголовного уложения к одному году крепости. В 1913 г. арестован за распространение прокламаций против избиений на Нерчинской каторге, сослан в Киренск, откуда бежал. 18 июля 1914 г. был арестован в Баку за участие в забастовке нефтяников. Вновь сослан в Киренск, откуда в 1915 г. бежал в Томск, где работал наборщиком в газете «Сибирская жизнь» под фамилией Очередин. 10 января 1917 г. вновь арестован за распространение антивоенных прокламаций. Освобождён Февральской революцией. После Февральской революции занялся организацией профсоюзного движения горнорабочих, состоял членов бюро Съезда горно-рабочих Западной Сибири, членом исполкома Томского городского совета рабочих и солдатских депутатов.
Участвовал в работе I и II Всероссийских съездов Советов в Петрограде. После Октябрьской революции 1917 — комиссар юстиции Томской губернии, возглавил ликвидацию прежнего окружного суда и создание в Томске советского суда. Принимал активное участие в создании советских вооруженных сил в Томске.
После падения Советской власти в 1918 Наханович был арестован в Томске и в октябре 1918 в качестве заложника переведён в Екатеринбург. После эвакуации Екатеринбургской тюрьмы был отправлен на Восток в «эшелоне смерти» и около станции Иннокентьевская умер в арестантском вагоне.

## Память
Именем Нахановича названы: переулок в центре Томска, улица в Юрге.